# Guillaume Seignac
 (décembre 2014).
Si vous disposez d'ouvrages ou d'articles de référence ou si vous connaissez des sites web de qualité traitant du thème abordé ici, merci de compléter l'article en donnant les références utiles à sa vérifiabilité et en les liant à la section « Notes et références ».
Guillaume Seignac, né le 25 septembre 1870 à Rennes, mort le 2 octobre 1924 à Paris, est un peintre français de l'École d'Écouen. Il est le fils de Paul François Seignac, peintre français du XIXe. 

## Biographie
Guillaume Seignac entre à l'École des beaux-arts de Paris dans les ateliers de Gabriel Ferrier, de Tony Robert-Fleury, et de William Bouguereau qui exerce une grande influence sur lui, tant dans le choix des thèmes traités que dans la technique utilisée qui accorde une grande importance à la qualité du dessin.
Il expose régulièrement au Salon des artistes français, où il est récompensé en 1900 par une mention honorable et en 1903, par une médaille de troisième classe. Les femmes constituent son sujet de prédilection, qu'il peint souvent dévêtues, dans des sujets antiques ou mythologiques.
En 1902, il s'installe au 84 boulevard du Montparnasse à Paris.

## Collections publiques
- Mairie d'Écouen
- San Francisco De Young Museum
- Smith College Museum of Art
- Phoenix Art Museum

## Salons
- Salon des artistes français
  - 1897 : Bacchante, Les Dernières roses
  - 1898 : Flore, Tête grecque
  - 1899 : Rêverie, Diane
  - 1900 : Baigneuse
  - 1901 : L'Attente à la Fontaine
  - 1902 : Nymphe pensive
  - 1903 : Le Secret d'Amour
  - 1904 : Le Réveil de Psyché, Tentation
  - 1907 : Psyché
  - 1911 : Confidence
  - 1912 : Caresses

## Galerie

Œuvres de Guillaume Seignac
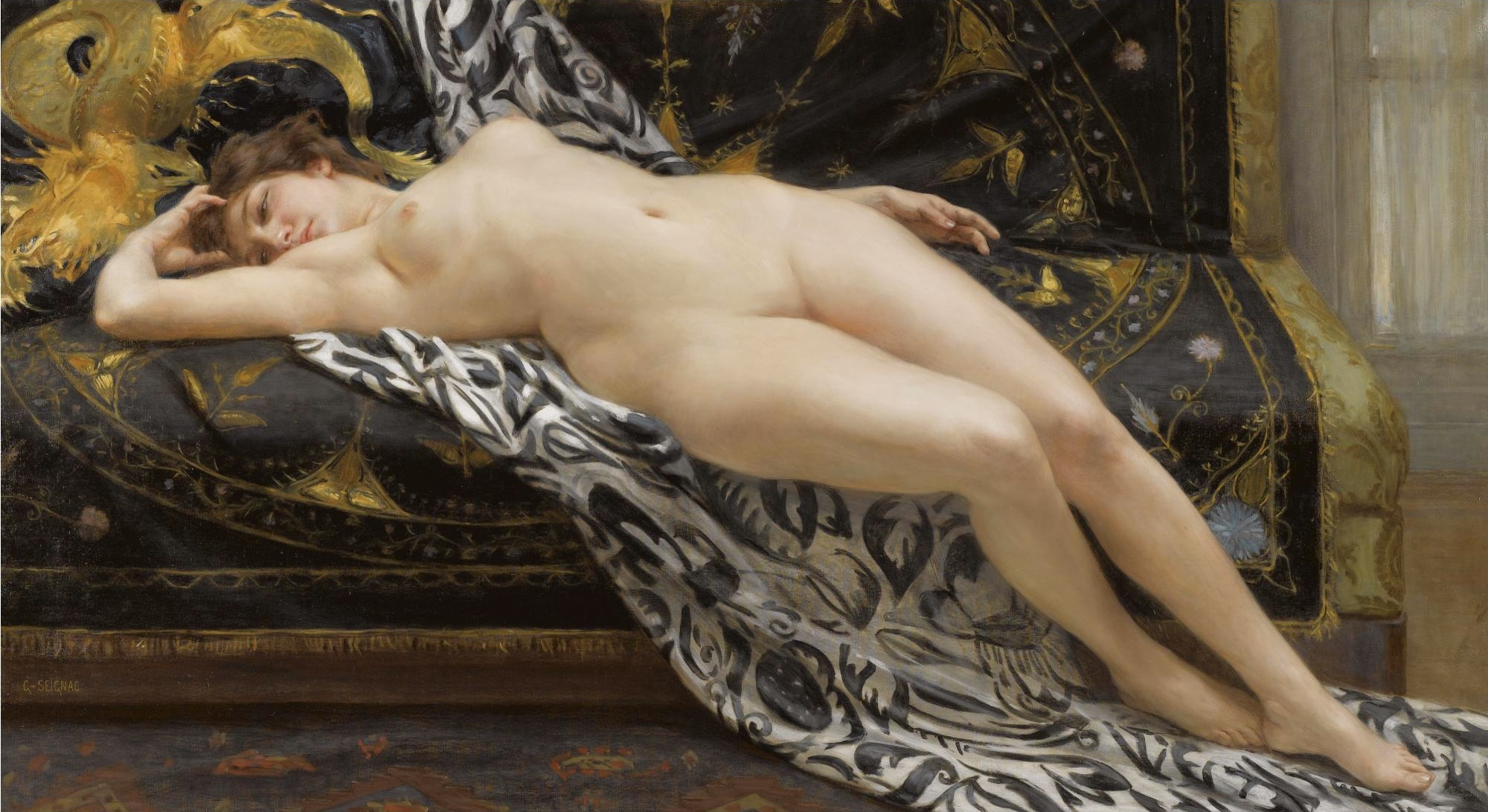
L'abandon
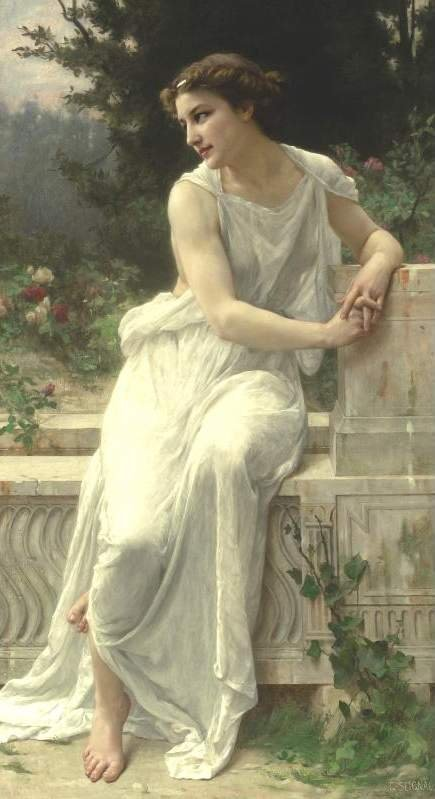
Jeune femme de Pompéi à une terrasse[réf. nécessaire]
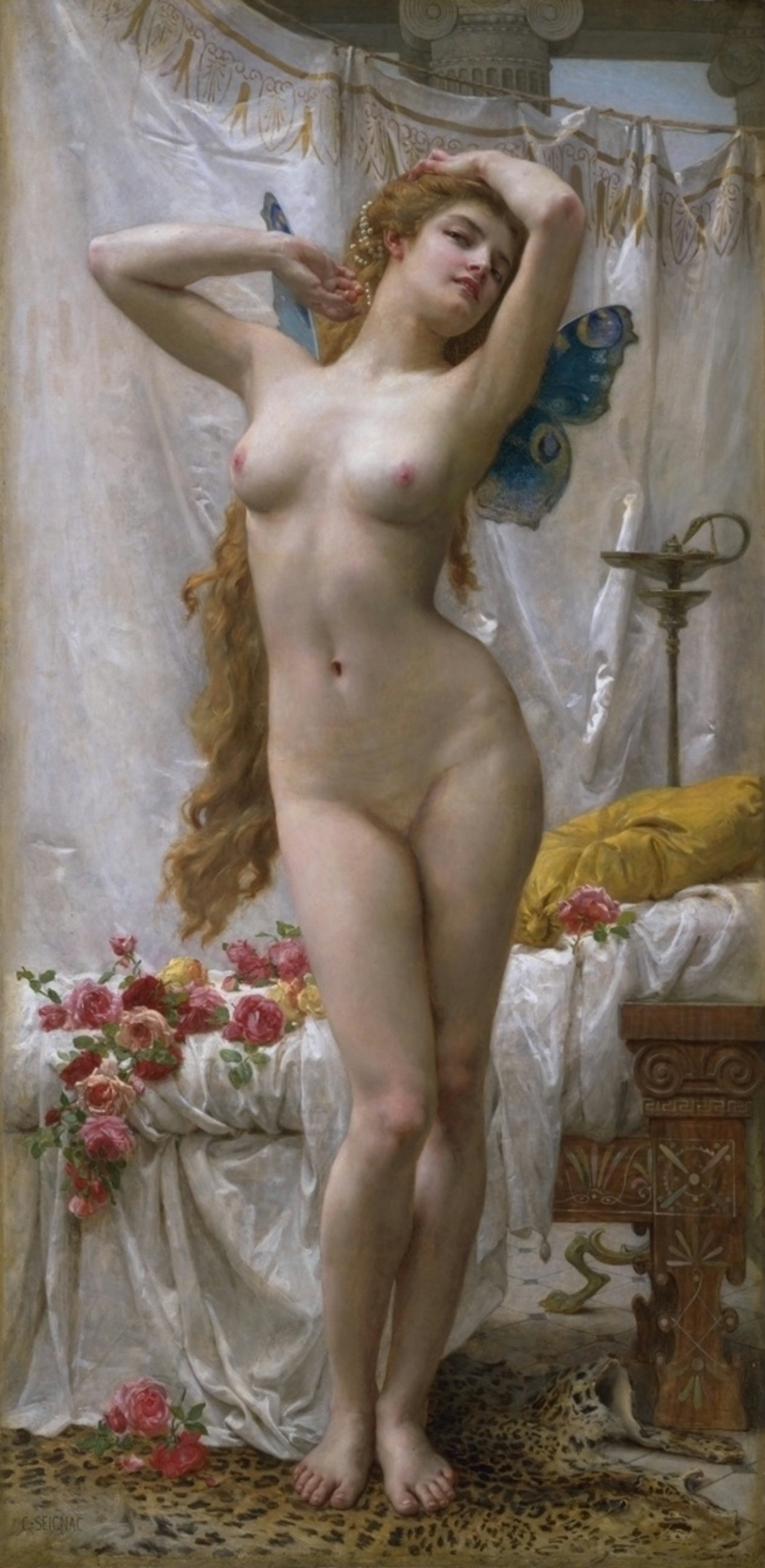
Le réveil de Psyché[réf. nécessaire]
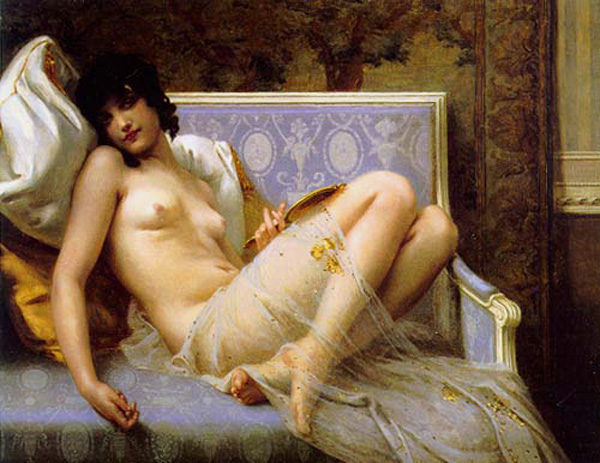
Nu au canapé, huile sur toile (55 × 65 cm), vente ADER. 18 mai 2016 Drouot Richelieu.
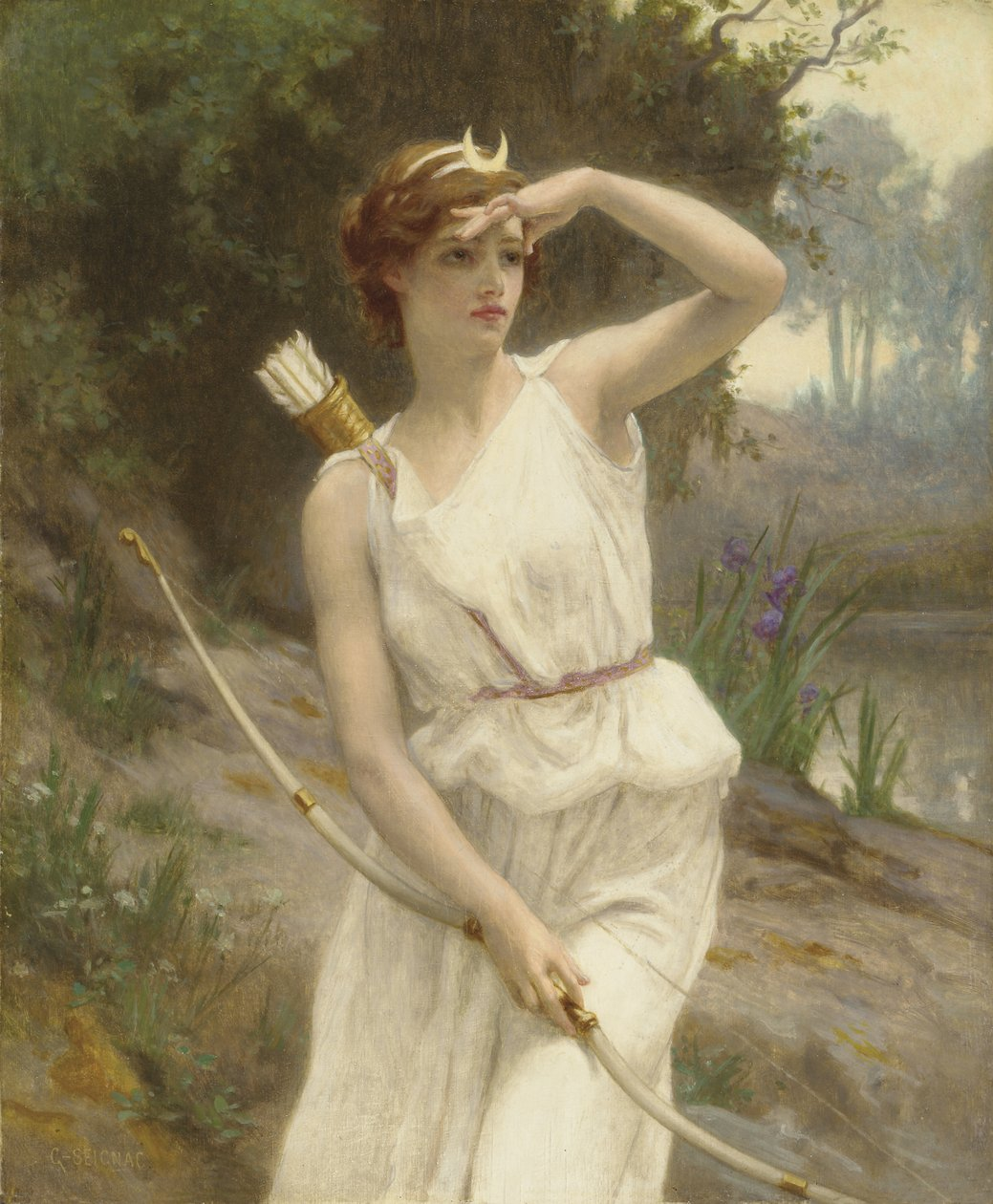
Diane, la chasseresse, huile sur toile (56 × 46 cm)

## Iconographie
- Pierre-Antoine Laurent, Buste de Guillaume Seignac (1907), bronze , musée des Beaux-Arts de Rennes